# The Loop!
The Loop! byl projekt, který vznikl v roce 1993 po rozpadu skupiny Celebrate The Nun. Po rozpadu Celebrate The Nun se Rick J. Jordan a H. P. Baxxter asi dva roky neviděli. H. P. začal pracovat v labelu Edel Records, kde se seznámil s Jensem Thelem. Rick si mezitím zřídil nahrávací studio ve sklepě svého domu v Hannoveru. Později v roce 1993 po Love Parade zakládají H. P., Rick, Jens Thele a H. P.ho bratranec Ferris Bueller remixovací tým The Loop!. Vydávají různé remixy pro skupiny jako Adeva, Holly Johnson, Tag Team, RuPaul, Toni Di Bart, Marky Mark feat. Prince Ital Joe… Velmi rychle se stávají jedním nejlepších remixovacích týmů v Německu. Po úspěchu remixů se rozhodli začít tvořit i vlastní skladby, a tak v roce 1994 vzniká projekt Scooter. Po nečekaném úspěchu se skladbou Hyper Hyper se projekt Scooter mění ve skupinu. Členy jsou Rick J. Jordan, H. P. Baxxter a Ferris Bueller, Jens Thele se stává jejich manažerem a spoluautorem. Pod projektem The Loop! však nadále pokračují v remixování a jako producent je projekt podepsán pod veškerou Scooter tvorbou. The Loop! zaniká v roce 1998 po odchodu Ferrise Buellera. 